# Ioan Cott
Ioan Cott - (n. 1934 la Bistrița Bârgăului, Bistrița-Năsăud – d. 26 august 2005, în Arad) a fost un grafician român.

## Biografie și expoziții
A absolvit Institutul de Arte Plastice “Ioan Andreescu” Cluj, sectia grafică - clasa profesor Andrasy Zoltan, promoția 1962. A fost membru al Uniunii Artiștilor Plastici, filiala Arad, începând cu 1964
Expozitii personale:
Galeria de Artă - Arad-1964;
București-1969;
Galeria “Paleta” -Reșița-1976;
Galeria ”Amfora” București - 1976;
Galeria Alfa-Arad-1984;
Muzeul Banatului - Timișoara-2004;
Expoziții de grup:
Din 1962 participă la toate expozițiile organizate de Filiala U.A.P Arad, Salonul Republican de Grafica “Sala Dalles” București 1963, 1969, 1972, 1975, 1976, 1978, 1979, 1980, 1981, 1982, 1983, 1985, 1986, 1987, 1988, 1989, 1991, 1995, 1996;
Trei artiști plastici arădeni - Timișoara-1977;
Salonul Republican de Grafică - Cluj-1977;
Salonul de Gravură - Brașov-1977;
Expoziția de grafică contemporană - Zalău-1981;
Salonul de gravură Tulcea-1983 
Naționala de grafică - Tulcea -1992;
Salonul național de desen - Arad - 1995, 1997, 1999, 2001, 2005;
Salonul Filialei U.A.P Arad -1997, 
Oradea Expoziția comemorativă “ Academia de Arte Ion Andreescu” Cluj-1997;
Expoziția “Saloanele Moldovei”-Bacău-1998;
Expoziții internaționale:
Expoziția de grafică Românească - Moscova- URSS -1969;
Expoziția de grup- Titograd, Budva, Herteg- Novy - Iugoslavia,1969;
Expoziția Filialei U.A.P Arad - la Bekescsaba si Szarvas-Ungaria-1971,1972;
Expoziția Filialei U.A.P Arad - la Zdrenjanin - Iugoslavia-1974;
Expoziția Filialei U.A.P Arad - la Bekescsaba și Szarvas - Ungaria-1977;
Expoziția de Artă Românească la Helsinki - Finlanda-1977;
Expoziția de Artă Românească la Dortmund - Germania-1977;
Expoziția Internațională de Desen - Cuba - 1977;
Expoziția de Artă Plastică Arădeană la Oroshaza - Ungaria-1981, 2005;
Expoziție de Grup - Nantes-Franța 1982 Salonul Internațional de Gravură Mică - Cluj- Napoca-1997, 1999, 2001, 2005;
Salonul Internațional de Gravură Mică – Tokyo - Japonia 1998;
Salonul Internațional de Gravură “Iosif Iser” 1999, 
Ploiești – România - Premiul special pt. Grafică 1999;
Slaonul Internațional de Gravură Mică - Baia- Mare - 2000, 2001, 2002;
Expoziție Italia 1998 – Heidelberg - Germania 2000;
Lucrări în muzee: Muzeul Județean Arad;
Muzeul Județean Baia-Mare; Muzeul de Arta Iași;
Muzeul Banatului Timișoara; Muzeul Județean Satu-Mare; Muzeul Contemporan de Artă București; Muzeul din Gyor Ungaria; Muzeul din Chișinău;
Lucrări în colecții: România, Germania, Italia, Fosta Republică Iugoslavă, Austria, Ungaria, Elveția, Japonia
Premiul Filialei U.A.P. Arad Pentru Întreaga Activitate 1999

## Lucrări și cronică
”Amploarea gândirii grafice și energia expresiei, justificat adecvatei substanței spirituale și ideilor cuprinse în seria de linogravuri expuse tind să învăluie privitorul, să-l atragă în fascinația înfocatului dans al formelor umane și vegetale înfrațite ... Cott își stăpânește impulsurile imaginației și nervul linear printr-o coerenta  remarcabila a compoziției... De reținut
este și organizarea compoziției în lucrările unde vegetalul dobândește prestanță umană, este cazul “arborelui secular” , simbolic
gândit ca un personaj cu un grav profil dantesc”. Amelia Pavel, 1976
"Ioan Cott  ne-a oferit surpriza unei veritabile mutații. El a trecut de la o grafică cu funcție decorativă, practicată mult timp,la o grafică de viziune mai profundă în conținut și mai dramatică în expresie. Din lucrările actuale se desprinde o anumită neliniște, frământare, ce conferă nota originală a noilor sale abordări plastice. ...Ioan Cott a părăsit linia ca mijloc de exprimare  în favoarea unui limbaj bazat pe pată de negru și alb ... petele recompun un spațiu plastic, încărcat cu o tensiune care este a artistului ca în inspirația poetului și mai ales dantescă lucrare care indica drumul pe care va evolua arta sa." Horia Medeleanu, 1987
“Forma de ansamblu se adună și se compune fie în chipuri efigie, fie în spațialități peisagistice, fie în grafisme în sine, abstract sugestive, non figurale. Sună lunefic ascendența arabescului dar rămâne hotărâtoare articularea, în unitatea imagistică a sensului figurativ identificat între  chipul uman și câmpul inflorit “. Ioan Iovan, 2004